# Wegschlagen
Unter Wegschlagen versteht man im Druckgewerbe das Eindringverhalten einer Druckfarbe in einen Bedruckstoff. Wegschlagende Farben sind Farben, die aus einem Träger (oftmals ein Leinölderivat) und einem Pigment sowie einem Firnisbildner bestehen. Im einfachsten Fall besteht die Farbe nur aus Pigment und Leinöl.

## Bedruckstoff
Da wegschlagende Farben einen porösen bzw. kapillaren Bedruckstoff benötigen, lassen sie sich nicht mit Folien oder anderen, glatten Festkörpern verwenden. Wegschlagende Farben werden vorzugsweise mit Papier und Stoff eingesetzt. Wegschlagende Farben sind das älteste verwendete Druckfarbensystem.

## Technischer Vorgang der Trocknung
Beim Wegschlagen treten drei Effekte gleichzeitig auf:
- Der flüssige Träger dringt in den Bedruckstoff ein (Kapillarität).
- Der an der Oberfläche verbleibende Pigmentkörper konzentriert sich auf.
- Die Trennschicht der Farbe zur Luft oxidiert und härtet dadurch aus.

Wegschlagende Farben bilden erst nach einer minimalen Trockenzeit eine stabile und scheuerfeste Farbschicht aus. Sie neigen dazu, den Bedruckstoff zu durchschlagen und auf der Rückseite als Schatten zu erscheinen. Wegschlagende Farben benötigen ein häufiges Umsetzen des Stapels, damit die durchgehende Oxidation möglich ist.
Der Vorteil wegschlagender Farben gegenüber den auf reiner Verdunstung basierenden ist der Transport von Pigment mit dem Träger ins Papier. Das Druckbild wirkt dadurch satter und etwas weicher als bei anderen Farbsystemen.

## Alternativsysteme
Im Gegensatz zu den wegschlagenden gibt es auch noch UV-härtende oder auf Verdunstungskonzentration beruhende Farbsysteme.